# Ellipteroides subcostatus
Ellipteroides subcostatus är en tvåvingeart som först beskrevs av Alexander 1919. Ellipteroides subcostatus ingår i släktet Ellipteroides och familjen småharkrankar.
Artens utbredningsområde är Panama. Inga underarter finns listade i Catalogue of Life.